# Walter Gruler
Walter Gruler (* 24. August 1951 in Rottweil; † 5. Dezember 2022 ebenda) war ein deutscher Fußballspieler.

## Spielerkarriere
Walter Gruler begann seine Karriere als Spieler im Herrenbereich beim FC 08 Villingen. Dort bestritt er in der Regionalliga Süd 1971/72 29 Spiele, in denen ihm ein Treffer gelang. Anschließend ging er zum Freiburger FC. Doch auch seine drei Tore in 19 Einsätzen konnten nicht verhindern, dass Freiburg in der Saison 1973/74 absteigen musste.
1975 ging Walter Gruler in die 2. Bundesliga zu Göttingen 05. Bei Göttingen gehörte Gruler unter Reinhard Roder in der Saison 1975/76 von Beginn an zur Stammformation. Auch als Roder 1976/77 nach der auf einem Abstiegsplatz beendeten Hinrunde durch Bernd Oles ersetzt wurde, behielt Gruler seinen Stammplatz. Doch auch unter dem neuen Übungsleiter verfehlte Göttingen 05 den Klassenerhalt. Als der Bonner SC jedoch die Lizenz entzogen bekam, verzichteten die Verantwortlichen auf den nun möglich gewordenen Klassenerhalt trotzdem.
Daraufhin wechselte Walter Gruler zur Saison 1977/78 in die Südstaffel der 2. Bundesliga, wo er einen Vertrag beim FC 08 Homburg unterzeichnete. Nachdem er dort unter Trainer Uwe Klimaschefski in den ersten sechs Saisonspielen als Mittelfeldspieler nicht zum Einsatz kam, verpasste er nach der Umschulung zum Abwehrspieler von den verbleibenden 32 Partien nur noch zwei Stück. Zusammen mit Albert Müller, Gerd Schwickert und Horst Ehrmantraut bildete Gruler die Abwehrformation, die den Grundstein für den dritten Platz hinter SV Darmstadt 98 und dem 1. FC Nürnberg legte. Auch in der Spielzeit 1978/79 war die Abwehr das Prunkstück der Homburger, die den 7. Platz in der Endtabelle belegten. 1979/80 stand Gruler nach 36 Einsätzen in der Vorsaison nun sogar als einziger Spieler des FC Homburg in allen 40 Ligapartien über die volle Spielzeit auf dem Platz. Dass die Abwehr in jener Saison aber ungewohnterweise schwächelte und schließlich ein nach den Vorjahresplatzierungen enttäuschender 12. Platz heraussprang, konnte auch Gruler nicht verhindern.
Als Homburgs Trainer Klimaschefski nach der Saison zu Hertha BSC wechselte, das kurz zuvor aus der 1. Bundesliga abgestiegen war, folgte Gruler ihm zusammen mit Stammtorhüter Gregor Quasten nach West-Berlin. Bei Hertha bestritt Gruler 1980/81 erneut alle 42 Partien. Am Ende der Saison hatten die Berliner zwar 123 Treffer erzielt und mit Abstand das beste Torverhältnis, lagen aber schließlich mit einem Punkt Rückstand hinter Eintracht Braunschweig auf Platz drei und verfehlten so den Wiederaufstieg. 1981/82 wurde die 2. Bundesliga erstmals eingleisig ausgetragen. Nach einem guten Saisonstart geriet Hertha zum Ende der Hinrunde in eine Krise und rutschte von der Tabellenspitze. So wurde Klimaschefski nach 17 Spielen durch Georg Gawliczek ersetzt. Unter dem neuen Trainer konnte Gruler sich erneut behaupten und schließlich hinter FC Schalke 04 auf Platz 2 den Aufstieg ins Fußball-Oberhaus feiern. Dort musste Gruler mit seinem Verein allerdings 1982/83 umgehend als Letztplatzierter wieder absteigen. Sein einziges Tor in der Bundesliga erzielte er am 15. Spieltag beim 1:0 gegen den VfB Stuttgart.
Nach dem verfehlten Klassenerhalt ging Walter Gruler zum 1. FC Saarbrücken. Dort war er in der Zweitliga-Saison 1983/84 zunächst Stammspieler, in der Rückrunde kam er verletzungsbedingt nur noch zu einem Kurzeinsatz. Aufgrund dieser Verletzung beendete Walter Gruler im Sommer 1984 schließlich auch seine Karriere als Fußballprofi.